# 蔓生马先蒿
蔓生马先蒿（学名：Pedicularis vagans）为列当科马先蒿属的植物，是中国的特有植物。分布在中国大陆的四川等地，生长于海拔950米至2,200米的地区，多生长于林荫下以及路旁阴湿处，目前尚未由人工引种栽培。